# Tropofit
Tropofit (gr. tropos – zwrot) – roślina klimatu zmiennego, gdzie okresy korzystnych warunków dla wzrostu roślin pojawiają się cyklicznie. Tropofity potrafią przetrwać zarówno ostrą zimę jak i upalne lato, okres suchy i mokry.
Tropofity potrafią przetrwać niekorzystne okresy rozwoju dostosowując do nich swój pokrój i aktywność życiową. W klimacie umiarkowanym i zimnym niekorzystnym dla roślin okresem jest zima, zarówno ze względu na niskie temperatury, jak i fizjologiczną suszę (przy zamarzniętym podłożu pobieranie wody jest niemożliwe). Na okres zimy rośliny tego klimatu przechodzą w stan spoczynku. W obszarach klimatu ciepłego, gdzie latem panuje susza, okresem korzystniejszym dla roślin są chłodniejsze pory roku, rosnące tam rośliny przechodzą więc w stan spoczynku podczas upalnego i suchego lata.
Tropofity w różny sposób dostosowują się do cyklicznych zmian pór roku. Niektóre, zwane roślinami jednorocznymi wegetują tylko przez kilka miesięcy od wiosny do jesieni, w tym czasie wydając nasiona. Przed zimą giną, ale przetrwają ich nasiona, z których na wiosnę wyrastają nowe rośliny. Byliny przezimowują w postaci kłączy, bulw, cebul lub zredukowanych nadziemnych rozet liściowych. Większość roślin wieloletnich w klimacie umiarkowanym na zimę zrzuca liście, ograniczając w ten sposób transpirację, zawiązki nowych liści przezimowują w pąkach, chronione łuskami. Istnieją też mniej liczne gatunki roślin zimozielonych, które nie zrzucają jesienią liści. Mają one liście kseromorficzne o specjalnej budowie. Należą do nich np. drzewa szpilkowe, różne gatunki borówek i in.